# Диамагнетизъм
Диамагнетѝк е вещество, което поставено във външно магнитно поле се намагнетизира в посока обратна на това поле. В отсъствие на външно магнитно поле диамагнетиците са немагнити. Магнитната им възприемчивост е винаги отрицателна. Терминът диамагнетизъм е въведен от Майкъл Фарадей през 1845 година. Той открива, че всички вещества в природата проявяват диамагнетични свойства в по-малка или по-голяма степен когато са поставени в магнитно поле. Така например ако постоянен магнит е обвит с алуминиево фолио, неговото поле ще отслабне. Диамагнетиците отблъскват магнитното поле, но този ефект се проявява с голяма сила само при свръхпроводниците и при другите вещества е доста слаб.

## Магнитна възприемчивост на някои диамагнетици
| Вещество            | Магнитна възприемчивост, {\displaystyle \ \chi }*106 |
| ------------------- | ---------------------------------------------------- |
| Азот, N2            | −12,0                                                |
| Водород, Н2         | −4,0                                                 |
| Германий, Ge        | −7,7                                                 |
| Силиций, Si         | −3,1                                                 |
| Вода (течност), Н20 | −13,0                                                |
| Сол, NaCI           | −30,3                                                |
| Ацетон, С3Н6О       | −33,8                                                |
| Глицерин, С3Н8О3    | −57,1                                                |
| Нафталин, С10Н8     | −91,8                                                |